# Grits
Grits, gritz o anche semolino è il risultato di una macinatura di cereale. Solitamente è riferito al mais che è una delle più importanti fonti di amido nell'industria alimentare umana, ma la parola grits può anche essere associata alla semola o al semolino di grano duro. I frammenti vetrosi più grossi risultanti dalla molitura sono chiamati hominy mentre quelli di dimensioni medie sono grits. È citato nel regolamento (CE) n. 1881 del 2006.
È un piatto tipico della cucina degli Stati Uniti meridionali, come il Texas e la Virginia, e viene preparato come il porridge - se lo vogliamo riportare alla cultura italiana, possiamo parlare anche di polenta - ma in realtà proveniente dai nativi americani. Figura a volte anche come ingrediente a sé stante in alcuni tipi di birra, come la Menabrea e la Forst. Quando è utilizzato come ingrediente per la produzione di birra è importante che la percentuale di grassi contenuta sia inferiore all'1%.